# 伊集院兼善
伊集院 兼善（いじゅういん かねよし、1817年（文化14年） - 1883年（明治16年）3月5日）は、幕末の薩摩藩士、明治期の内務官僚。県令。

## 経歴
薩摩藩士・伊集院作平次の三男として生まれる。
明治5年（1872年）頃、出納大属となる。1874年、鳥取県権参事に転じ、参事に昇格。1876年、高知県参事に転じ、さらに大書記官となる。1878年、内務少書記官に転じ社寺局で勤務した。
1882年11月、高知県令に就任。前任の田辺輝実とは異なり、自由党の関係者を県庁、学校から排除し、県政に混乱をもたらした。1883年3月、在任中に死去。

## 親族
- 長男 伊集院兼寛（貴族院子爵議員）
- 長女 須賀（西郷隆盛夫人、後に離婚）
- 次女 里（蒲生清緝夫人）
- 三女 澄（岩元常方夫人）
- 四女 光子（井上良馨夫人）